# ديك وارنر
ديك وارنر (بالإنجليزية: Dick Warner)‏ هو مؤلف أيرلندي، ولد في 19 يوليو 1946 في جزيرة أيرلندا في جمهورية أيرلندا، وتوفي في 16 يونيو 2017 في بالينسلو ‏ في جمهورية أيرلندا.